# Josiah Child
Sir Josiah Child, 1st Barão (1630 – 22 de Junho de 1699) foi um economista, comerciante e político inglês. Ele foi um economista defensor do mercantilismo e governador da Companhia Britânica das Índias Orientais. Ele liderou a empresa na Guerra Anglo-Mughal.

## Carreira na Companhia Britânica das Índias Orientais
A defesa de Child, tanto por palavra quanto por caneta (sob o pseudônimo de Philopatris), das reivindicações de poder político da Companhia Britânica das Índias Orientais, bem como de seu direito de restringir a concorrência ao seu comércio, trouxe-o ao conhecimento dos acionistas. Ele foi nomeado Diretor em 1677, subindo a Vice-Governador e finalmente tornou-se Governador da Companhia das Índias Orientais em 1681. Nesta última posição, ele dirigiu a política da empresa como se fosse sua.

## Guerra com a Índia Mughal

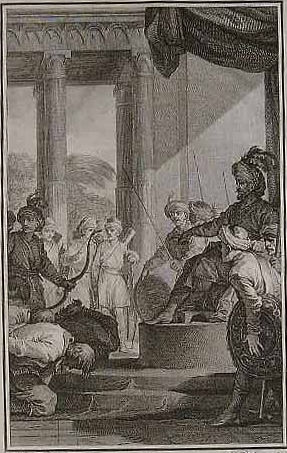
Child se desculpando com o Aurangzeb.

Child perdeu a guerra com Aurangzeb, 6º Imperador Mughal, que ocorreu entre 1688 e 1690. Aurangzeb, no entanto, não tomou nenhuma ação punitiva contra a empresa e restaurou seus privilégios comerciais. 
"Por uma indenização massiva e promessas de melhor conduta no futuro, ele Aurangzeb graciosamente concordou com a restauração dos privilégios comerciais da Companhia das Índias Orientais e a retirada de suas tropas".

## Filosofia econômica
Child contribuiu para a literatura de economia, especialmente Brief Observations about Trade and the Interest of Money (1668), e A New Discourse of Trade (1668 e 1690). Ele era um moderado nos dias do sistema mercantil e às vezes era considerado uma espécie de pioneiro no desenvolvimento das doutrinas de livre comércio do século XVIII. Embora Child se considerasse um defensor do mercado competitivo, ele simultaneamente defendeu uma taxa de juros controlada pelo governo e restringiu o comércio entre as colônias, beneficiando a Inglaterra. Ele fez várias propostas para melhorar o comércio inglês, seguindo o exemplo holandês. Ele defendeu uma baixa taxa de juros como ocausa causans de todas as outras causas da riqueza do povo holandês. Ele achava que essa baixa taxa de juros deveria ser criada e mantida pelo poder público. Child, embora aderindo à doutrina da balança comercial, observou que um povo nem sempre pode vender a estrangeiros sem nunca comprar deles, e negou que a exportação dos metais preciosos fosse necessariamente prejudicial. Como outros escritores no que é comumente chamado de período mercantilista ou tradição, ele via uma população numerosa como um trunfo para um país. Ele se tornou proeminente com um novo esquema de auxílio e emprego para os pobres. Ele também defendeu a reserva pela metrópole do direito exclusivo de comércio com suas colônias.
Em Sir Josiah Child, Merchant Economist (1959), William Letwin considera que o pensamento econômico de Child tinha pouca importância teórica, mas observa que ele foi "o mais lido dos escritores econômicos do século XVII".